# Shadow (2009)
Shadow é um filme produzido na Índia, dirigido por Rohit Nayyar e com atuações de Sonali Kulkarni e Hrishitaa Bhatt.